# 流れ行燈
流れ行燈（ながれあんどん）は、大分県竹田市に伝わる幽霊。
稲葉川で盆の十五夜の精霊流しが終わった頃、川の上流から怪しげな行燈がゆっくりと流れてきて、青い火の明滅を繰り返しつつ、行燈が川の流れにそって左右にさまようように揺れたかと思うと、行燈の中から寝衣姿の女性が飛び出し、「私は殺された、うらめしい」とつぶやいて、行燈に駆け上ったり水中に入ったりを繰り返すという。
元禄時代には精霊流しの場に必ずといって良いほど現れるといい、不倫を問われて殺された女の幽霊が正体といわれた。